# RCN Televisión
RCN Televisión (Radio Cadena Nacional Televisión) är en colombiansk privat TV-kanal, grundad 1967. Huvudägare är den colombianske entreprenören Carlos Ardila Lülle. RCN TV har bland annat producerat telenovelan Yo soy Betty, la fea (1999–2001).